# Mariä-Geburt-Kirche (Wieliczki)

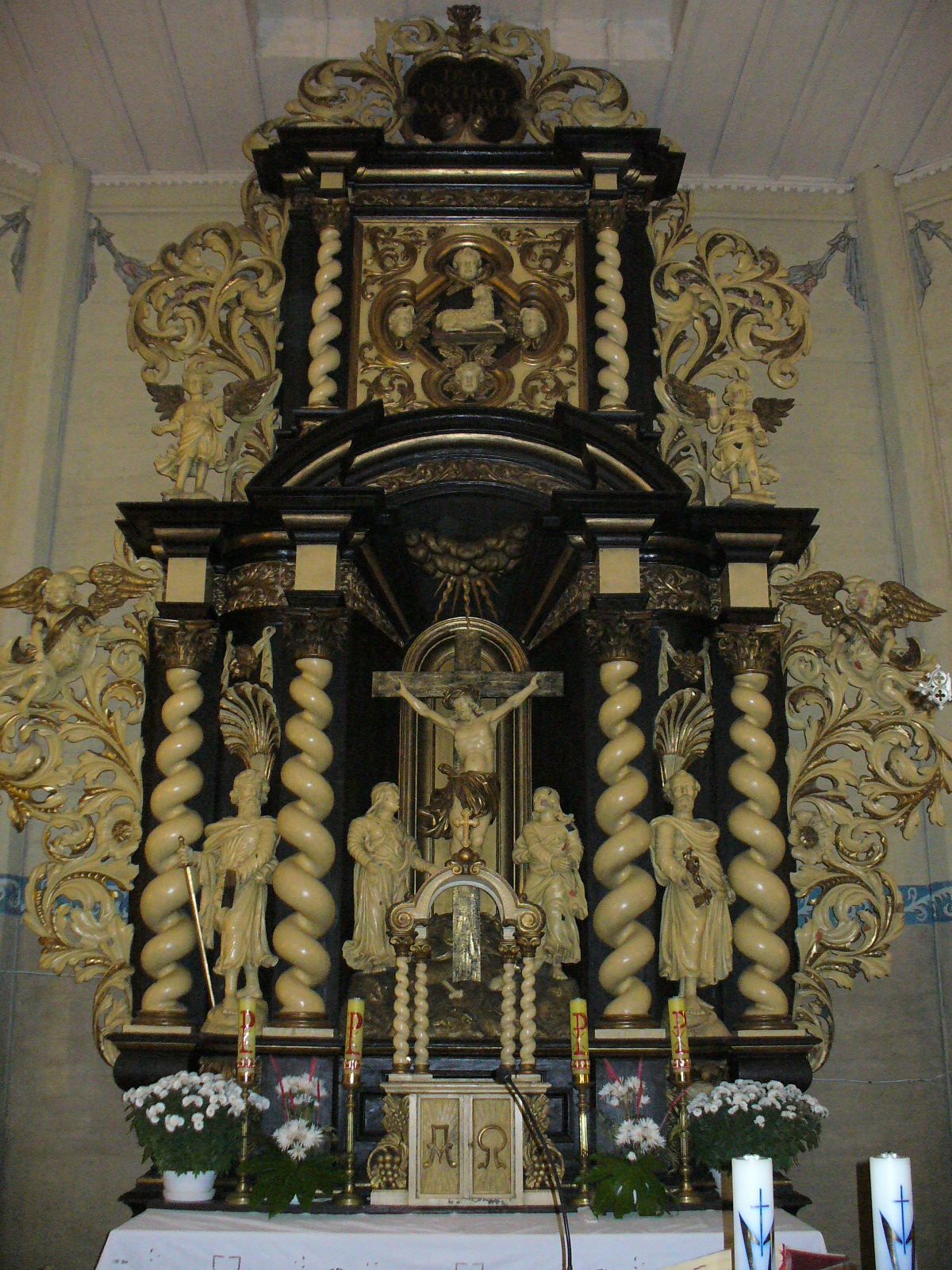
Altar

Die Mariä-Geburt-Kirche in Wieliczki (deutsch Wielitzken, 1938 bis 1945 Wallenrode) wurde in der zweiten Hälfte des 17. Jahrhunderts erbaut. Sie war bis 1945 evangelisch-lutherisches Gotteshaus in Ostpreußen und ist heute römisch-katholische Pfarrkirche in der polnischen Woiwodschaft Ermland-Masuren.

## Geographische Lage
Wieliczki liegt im Osten der Woiwodschaft Ermland-Masuren, sieben Kilometer südöstlich der Kreisstadt Olecko (Marggrabowa, umgangssprachlich auch Oletzko, 1928 bis 1945 Treuburg). Durch den Ort verläuft die Woiwodschaftsstraße 655, und der Ort ist unter der Bezeichnung „Wieliczki Oleckie“ Bahnstation an der – allerdings nicht mehr im regulären Betrieb befahrenen – Bahnstrecke Olecko–Suwałki.
Die Kirche steht in der Ortsmitte südlich der „ul. Lipowa“ genannten Durchgangsstraße (DW 655).

## Kirchengebäude
Die erste in Wielitzken erbaute Kirche wurde beim Tatareneinfall im Jahre 1656 niedergebrannt. 1658 errichtete man einen Neubau, der allerdings bald einem Orkan zum Opfer fiel. So wurde in den Jahren 1674 bis 1676 ein neues Gotteshaus erbaut, und zwar als Holzkirche auf Feldsteinfundament, zunächst noch ohne Turm.
Das Bauwerk, dessen Einweihungsjahr 1676 im Innern auf einem Balken der Kanzel vermerkt ist, hatte einen dreiseitig geschlossenen Chor und gehört zu den ganz wenigen erhaltenen ostpreußischen Holzkirchen aus jener Zeit. Den hölzernen Westturm mit seiner quadratischen Grundfläche fügte man 1693/94 an.
Der Kircheninnenraum erhielt eine flache Holzdecke und bis zum Triumphbogen umlaufende Emporen. Der geschnitzte Altar stammt aus dem beginnenden 18. Jahrhundert und ist ein Werk des Bildhauers Schöbel aus Marggrabowa. Die Kanzel soll 1712 der Wielitzkener Pfarrer  Gizycki (auch: Gisewius) gestiftet haben. Die Gemeinde ließ sie bemalen und stattete sie mit Bildern und Schnitzereien aus, die u. a. am Schalldeckel und an der Brüstung an die Tatrenzeit erinnern sollten. Die Kanzel stammt nicht aus der gleichen Werkstatt wie der Altar. Der Taufstein wurde im 19. Jahrhundert aus Teilen aus der Zeit um 1660 zusammengesetzt.
Im Jahre 1908 erhielt die Kirche eine Orgel aus der Königsberger Werkstatt Novak. Im Jahre 1920 wurde sie restauriert. Das Geläut der Kirche bestand aus zwei Glocken, die 1660 bzw. 1762 gegossen worden waren.
Im Ersten Weltkrieg erlitt die Kirche schwere Beschädigungen und wurde in den Jahren 1925 bis 1927 wiederhergestellt. Das Innere des Kirchenschiffs malte Ernst Fey (Berlin) aus.
Das bis dahin evangelische Kirchengebäude wurde ab 1946 für katholische Gottesdienstfeiern genutzt, was auch bauliche Veränderungen für liturgische Zwecke erforderlich machte. Zur katholischen Pfarrkirche umgewidmet erhielt sie den Namen Kościół Narodzenia Najświętszej Maryi Panny (Mariä-Geburt-Kirche).

## Kirchengemeinde

### Evangelisch

#### Kirchengeschichte
Bereits in vorreformatorischer Zeit war Wielitzken ein Kirchdorf. Die Reformation hielt in der ersten Hälfte des 16. Jahrhunderts Einzug. Anfangs gehörte die Pfarrei zur Inspektion Lyck (polnisch Ełk), bis 1945 war sie dann in den Kirchenkreis Oletzko/Treuburg (polnisch Olecko) in der Kirchenprovinz Ostpreußen der Kirche der Altpreußischen Union eingegliedert.

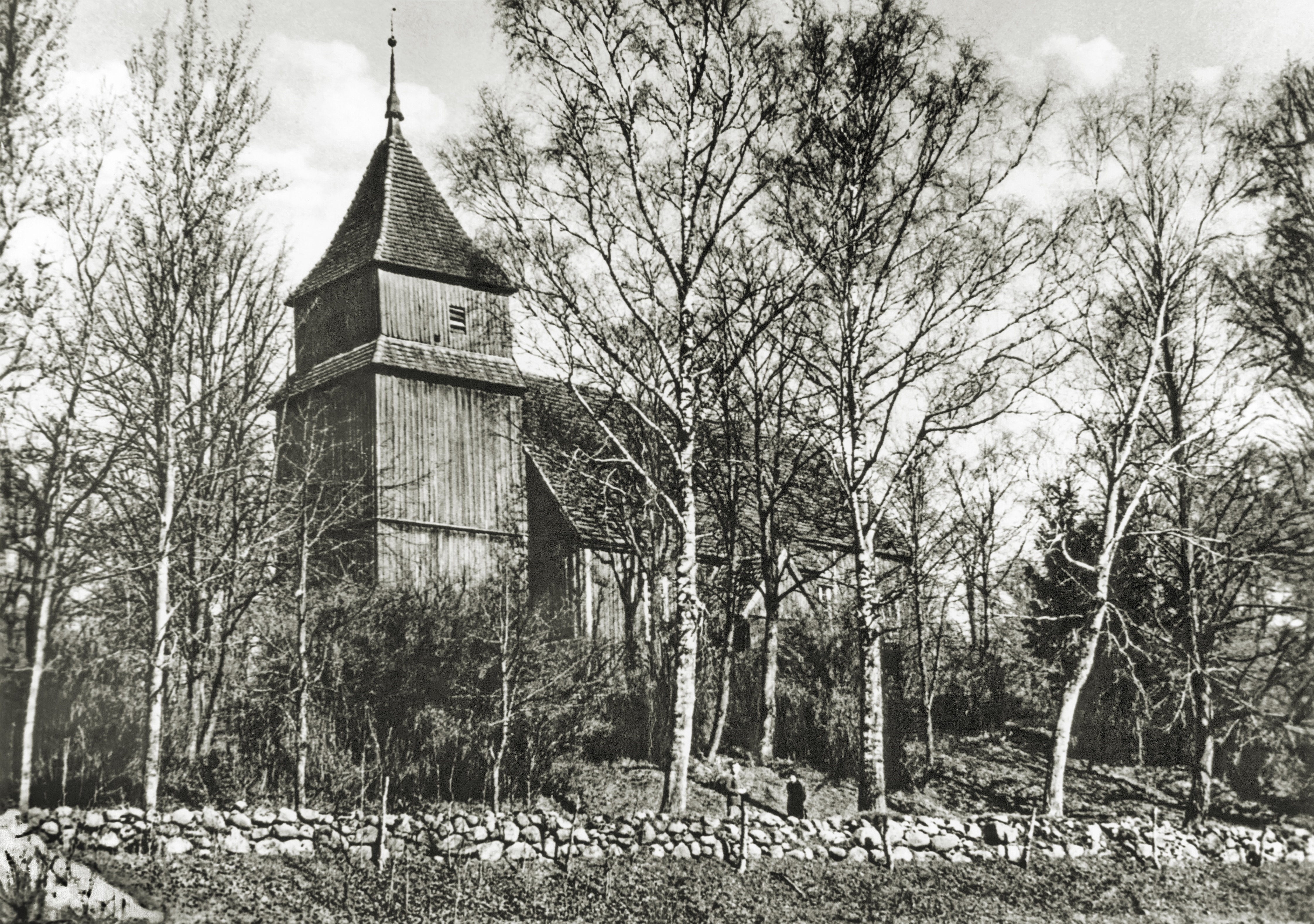
Die Kirche Wielitzken vor 1945

Ab 1552 amtierte an der Kirche Wielitzken ein eigener Pfarrer, dem zwischen 1600 und 1745 ein zweiter Geistlicher beigegeben wurde.
Im Jahre 1925 zählte die Pfarrei 4008 Gemeindeglieder, die in mehr als zwanzig Kirchspielortschaften lebten. 1934 trat Werner Marienfeld hier seine erste Pfarrstelle an. Flucht und Vertreibung der einheimischen Bevölkerung machte nach 1945 das kirchlich-evangelische Leben nicht mehr möglich. Bis heute  haben sich nur wenige evangelische Kirchenglieder in der Region Wieliczki angesiedelt. Sie orientieren sich zu den Kirchen in Ełk, Suwałki bzw. Gołdap, die im Gebiet der Diözese Masuren der Evangelisch-Augsburgischen Kirche in Polen liegen.

#### Kirchspielorte (bis 1945)
Zum Kirchspiel Wielitzken (ab 1938: Wallenrode) gehörten bis 1945 neben dem Pfarrort 19 Orte, Ortschaften bzw. Wohnplätze:
| Name                            | Änderungsname 1938 bis 1945 | Polnischer Name                |  | Name          | Änderungsname 1938 bis 1945 | Polnischer Name |
| ------------------------------- | --------------------------- | ------------------------------ |  | ------------- | --------------------------- | --------------- |
| Bronacken                       |                             |                                |  | Neumühl       |                             | Nowy Młyn       |
| Czarnia                         |                             |                                |  | *Niedzwetzken | (ab 1926:) Bärengrund       | Niedźwiedzkie   |
| *Dombrowa                       |                             |                                |  | Nordenberg    |                             | Norki           |
| *Gutten                         |                             | Guty                           |  | Nordenthal    | Nordental                   | Nory            |
| Jelittken                       | Gelitten                    | Jelitki                        |  | *Puchowken    | (ab 1929): Wiesenfelde      | Puchówka        |
| *Klein Oletzko                  | Herzogshöhe                 | Małe Olecko, auch: Olecko Małe |  | Ringen        |                             | Rynie           |
| *Kleschöwen bis 1936: Kleszöwen | Kleschen                    | Kleszczewo                     |  | *Sobollen     | Richtenberg                 | Sobole          |
| Lindenhof                       |                             | Lipkowo                        |  | Starosten     | Müllersbrück                | Starosty        |
| *Markowsken                     | Markau                      | Markowskie                     |  | *Willkassen   |                             | Wilkasy         |
|                                 |                             |                                |  | *Woynassen    | Woinassen                   | Wojnasy         |

#### Pfarrer (bis 1945)
An der Kirche Wielitzken resp. Wallenrode amtierten als evangelische Geistliche:
- Stanislaus Ribinski, ab 1552
- Paul Baranowius, 1591–1608
- Lazarus Baranowius, 1600–1625
- Johann Pogorselius, 1625
- N. Baranowius, bis 1650
- Johann Galini, 1651–1657
- Michael Gisewius (Gizycki),
1654–1682
- Georg Columbus, 1657–1671
- Wilhelm Gisewius (Gizycki), 1671–1688
- Michael Gisewius (Gizycki), 1683–1699
- Matthias Preuß, 1690–1744
- Friedrich Zielinski, 1699–1745
- Samuel Gisewius (Gizycki), 1716–1737
- Gottlieb Trentowius, 1737–1739
- Georg Hermann Olschewius, 1739–1746
- Johann Friedrich Faber, 1746–1797
- Christian Friedrich Wolff, 1778–1793
- Gebhard Friedrich Schrage, 1793–1837
- Carl Heinrich Schrage, 1838–1858
- Gottfried von Brzoska, 1858–1874[7]
- Viktor Hensel, 1874–1899[7]
- Paul Gottlieb Kelch, 1900–1928
- Werner Marienfeld, 1936–1945

#### Kirchenbücher (bis 1945)
Aus der Zeit de evangelischen Kirchspiels Wielitzken resp. Wallenrode sind folgende Kirchenbücher erhalten und werden im Evangelischen Zentralarchiv in Berlin-Kreuzberg aufbewahrt:
- Taufen: 1833 bis 1884, 1899 bis 1942 – Namenslisten: 1800 bis 1869
- Trauungen: 1844 bis 1879, 1918 bis 1944 – Namenslisten: 1738 bis 1879, 1918 bis 1943
- Begräbnisse: 1852 bis 1890 – Namenslisten: 1751 bis 1841.

Außerdem ist eine Liste der Gefallenen 1870/71 erhalten.

### Römisch-katholisch

#### Kirchengeschichte
Vor 1945 lebten nur sehr wenige katholische Einwohner in der Region Wielitzken. Sie waren in die Pfarrkirche in Marggrabowa (Oletzko/Treuburg) im Bistum Ermland einbezogen. In der Zeit nach dem Zweiten Weltkrieg siedelten sich hier zahlreiche polnische Bürger an, die fast ausnahmslos katholischer Konfession waren. Sie feierten ihre Gottesdienste in der bisher evangelischen Kirche, die ihnen übereignet wurde und die zur Pfarrkirche erhoben wurde. Seit 1956 besteht in Wieliczki eine eigene Pfarrei. Ihr ist eine neu erbaute Filialkirche in Kleszczewo (Kleschöwen, 1938 bis 1945 Kleschen) zugeordnet.

#### Pfarreiorte (seit 1946)
Neben dem Pfarrort gehören vierzehn kleinere Orte und Ortschaften zum Gebiet der Pfarrei Wieliczki:
| Name                          | Deutscher Name                       |  | Name      | Deutscher Name                    |
| ----------------------------- | ------------------------------------ |  | --------- | --------------------------------- |
| Guty                          | Gutten                               |  | Nory      | Nordenthal 1938–1945: Nordental   |
| Jelitki                       | Jelittken 1938–1945: Gelitten        |  | Nowy Młyn | Neumühl                           |
| Kleszczewo                    | Kleschöwen 1938–1945: Kleschen       |  | Puchówka  | Puchowken 1929–1945: Wiesenfelde  |
| Lipkowo                       | Lindenhof                            |  | Sobole    | Sobollen 1938–1945: Richtenberg   |
| Małe Olecko auch: Olecko Małe | Klein Oletzko 1938–1945: Herzogshöhe |  | Starosty  | Starosten 1938–1945: Müllersbrück |
| Markowskie                    | Markowsken 1938–1945: Markau         |  | Wilkasy   | Willkassen                        |
| Niedźwiedzkie                 | Niedzwetzken 1926–1945: Bärengrund   |  | Wojnasy   | Woynassen 1938–1945: Woinassen    |